# Архозаври
Архозаврите (Archosauria), наричани също господстващи влечуги, са клад животни от клас Влечуги (Reptilia).
Те са диапсидни амниоти. Съвременните представители на групата са птиците и крокодилите. Тя включва още всички изчезнали динозаври, изчезналите родственици на крокодилите и птерозаврите.

## Класификация
Клад Archosauria – Архозаври
- Avemetatarsalia (Ornithodira)
(птиците и техните изчезнали родственици)
- Pseudosuchia – Псевдозухии 
(крокодилите и техните изчезнали родственици)
- †Albisaurus
- †Avipes
- †Palaeosaurus
- †Sikannisuchus
- †Smok
- †Zanclodon